# Gruchet-Saint-Siméon

Gruchet-Saint-Siméon este o comună în departamentul Seine-Maritime, Franța. În 1 ianuarie 2022 avea o populație de 687 de locuitori.